# Satoru Kobayashi
Satoru Kobayashi (小林覚; 5 aprile 1959) è un goista giapponese, 9-dan professionista.

## Biografia
Satoru Kobayashi è un giocatore professionista di Go, che gioca per la Nihon Ki-in. Il suo grado è 9 dan ed è noto per il suo stile aggressivo. Ha un fratello e una sorella, anch'essi professionisti: Chizu Kobayashi e Kenji Kobayashi .

## Sospensione
All'inizio del 2001, Kobayashi è stato sospeso dalla Nihon Ki-in: aveva ferito accidentalmente il suo avversario della Coppa Chunlan, Ryu Shikun, mentre stavano bevendo in un bar, gesticolando con la mano mentre teneva un bicchiere di brandy, rompendo il bicchiere, squarciando la guancia di Ryu Shikun e la sua stessa mano. Kobayashi si è offerto di ritirarsi dal Go, ma la Nihon Ki-in ha rifiutato l'offerta. Sia i cinesi sia i coreani hanno chiesto clemenza nei suoi confronti; la sospensione è stata ridotta da un anno a 8 mesi e Kobayashi è stato autorizzato a giocare a settembre. 
Nel 2019 è stato eletto presidente della Nihon Ki-in, succedendo a Hiroaki Dan.
A gennaio 2024 ha ottenuto la sua vittoria numero 1200 da professionista.

## Palmarès
| Nazionali           | Nazionali      | Nazionali            |
| Titolo              | Vittorie       | Secondi posti        |
| ------------------- | -------------- | -------------------- |
| Kisei               | 1 (1995)       | 3 (1996, 1997, 2007) |
| Meijin              |                | 1 (2005)             |
| Gosei               | 1 (1995)       | 4 (1990-1992, 1996)  |
| Coppa Agon          | 1 (1998)       | 2 (1995, 2005)       |
| Ryusei              | 1 (1996)       |                      |
| Coppa NHK           | 1 (1995)       | 2 (1989, 1996)       |
| Coppa NEC           | 1 (1998)       | 3 (1985, 1996, 2006) |
| Kakusei             |                | 1 (1996)             |
| Shin-Ei             | 1 (1982)       | 1 (1985)             |
| NEC Shun-Ei         | 1 (1987)       |                      |
| Hayago Championship | 1 (2000)       |                      |
| Igo Masters Cup     | 2 (2013, 2017) | 1 (2014)             |
| Coppa Teikei Legend |                | 2 (2023, 2024)       |
| Totale              | 11             | 20                   |
| Continentali        |                |                      |
| Coppa TV asiatica   |                | 1 (1989)             |
| Totale              | 0              | 1                    |
| Internazionali      |                |                      |
| Samsung Cup         |                | 1 (1997)             |
| Coppa Tong Yang     |                | 1 (1997)             |
| IBM Cup             | 1 (1990)       |                      |
| Totale              | 1              | 2                    |
| Totale carriera     |                |                      |
| Totale              | 11             | 23                   |